# Salix jepsonii
Salix jepsonii — вид квіткових рослин із родини вербових (Salicaceae).

## Морфологічна характеристика
Це кущ 1–3 метри (іноді утворюють клони дробленням стебла). Гілки (дуже крихкі біля основи), жовто-коричневі або червоно-коричневі, слабко-сизуваті або ні (тьмяні або злегка блискучі), оксамитові або коротко-шовковисті до голих; гілочки сіро-бурі чи червоно-бурі, розріджені чи помірно щільні, коротко-шовковисті чи бархатисті. Листки на ніжках 3–12 мм: найбільша листкова пластина вузько-ланцетоподібна або зворотно-ланцетна, 43–74–103 × 8–25 мм; краї від злегка закручених до плоских, цільні; верхівка загострена, опукла або гостра; адаксіальна (верх) поверхня сірувата (іноді прикрита волосками), густо коротко-шовковиста; молода пластинка жовтувато-зелена чи червонувата, густо-довго-шовковиста абаксіально, волоски білі. Сережки квітнуть коли з'являється листя: тичинкові 16–16.5 × 11–13 мм; маточкові 33–55 × 10–11 мм. Коробочка 3–5 мм. Цвітіння: середина-кінець червня.

## Середовище проживання
США: Каліфорнія, Невада, Орегон. Населяє окрайці озер і струмків, вологі луки, гравій, кам'янисті чи валунні субстрати, граніт; 1000–3400 метрів.